# Горско-Косово
Горско-Косово (болг. Горско Косово) — село в Болгарии. Находится в Великотырновской области, входит в общину Сухиндол. Население составляет 126 человек (2022).

## Политическая ситуация
Горско-Косово подчиняется непосредственно общине и не имеет своего кмета.
Кмет (мэр) общины Сухиндол — Пламен Димитров Чернев (Болгарская социалистическая партия (БСП)) по результатам выборов.